# Sollefteå-Boteå pastorat
Sollefteå-Boteå pastorat var ett pastorat inom Svenska kyrkan i Ådalens kontrakt av Härnösands stift.  Pastoratet bildades 2002, låg i Sollefteå kommun.  Pastoratet uppgick 2021 i Sollefteå pastorat. 
Pastoratet omfattade från 2006 följande församlingar:
- Boteå församling
- Multrå och Sånga församling
- Sollefteå församling
- Överlännäs församling

Pastoratskod var 100113 (före 2018 100401)